# 金宝站
金宝站位于马来西亚霹雳州金宝镇，属于KTM城际铁路的一站。马来亚铁道公司是该车站的主要经营者。

## 歷史
第一代的金寶站在1895年啟用，最初用以運送附近開採的錫礦至西南方的直落安順碼頭，及後被納入馬來聯邦鐵路，至1923年可北至泰國邊境、南達新加坡。

## 主要路线
- 金宝至吉隆坡至新加坡
- 金宝至曼谷